# Elizabeth Peratrovich
Elizabeth Peratrovich, née Elizabeth Jean Wanamaker le 4 juillet 1911 et morte le 1er décembre 1958, appelée Kaaxgal.aat en Tlingit, était une militante américaine des droits civiques, grande présidente de l'Alaska Native Sisterhood et membre de la nation Tlingit qui a œuvré pour l'égalité au nom des autochtones d'Alaska. Son militantisme des années 1940 est reconnu comme ayant contribué à l'adoption de l'Alaska Equal Rights Act of 1945 (en), la première loi anti-discrimination promulguée dans un État ou un territoire des États-Unis.
En 1988, la législature de l'Alaska (parlement de l'état aux USA) fait du 16 février la journée Elizabeth Peratrovich « pour ses efforts courageux et incessants visant à éliminer la discrimination et à instaurer l'égalité des droits en Alaska »,. En mars 2019, sa nécrologie a été ajoutée au The New York Times dans le cadre de leur série « Overlooked No More » (« Plus jamais oubliés »), et en 2020, l'institution monétaire nationale américaine, a émis une pièce de 1 $, de la série Sacagawea, ornée au revers du portrait d'E. Peratrovich pour ses avancées historiques. Les documents appartenant à la famille Peratrovich, y compris la correspondance, les papiers personnels et les coupures de presse liés au travail de défense des droits civiques effectué par Elizabeth et son mari, sont actuellement conservés au Musée national de l'Amérindien du Smithsonian Institute.

## Vie personnelle

### Débuts et éducation
Elizabeth Peratrovich est née le 4 juillet 1911 à Petersburg, en Alaska,, en tant que membre du clan Lukaax̱.ádi, dans la communauté « Raven » de la nation Tlingit. Son nom tlingit est Kaaxgal.aat.
Elle est devenue orpheline très jeune et a été adoptée par Andrew et Jean Wanamaker (née Williams), qui lui ont donné le nom d'Elizabeth Jean,. Andrew était pêcheur et ministre laïc presbytérien. Les Wanamakers ont élevé Elizabeth à Petersburg, Klawock et Ketchikan, en Alaska. Elizabeth a été diplômée de l'école secondaire de Ketchikan, puis a fréquenté le collège Sheldon Jackson à Sitka, et le Western College of Education à Bellingham, dans l'État de Washington (qui fait maintenant partie de la Western Washington University).

### Vie adulte
Le 15 décembre 1931, Elizabeth épousa Roy Scott Peratrovich (1908–1989), aussi un Tlingit, avec des ancêtres à la fois autochtones et serbes, qui travaillait dans une conserverie. Ils ont eu trois enfants: leur fille Loretta Montgomery (née en 1942), et les fils Roy, Jr. (né en 1934) et Frank (né en 1938). La famille vivait à Klawock, où Roy a été élu pour quatre mandats en tant que maire[citation nécessaire]. Elizabeth était membre de l'Église presbytérienne.
À la recherche de meilleures opportunités de travail pour eux et leurs enfants, le couple déménagea à Juneau, où ils découvrirent une discrimination sociale et raciale plus forte à l'encontre des autochtones de l'Alaska. Les Peratrovich étaient l'une des premières familles autochtones de Juneau à vivre dans un quartier non autochtone, et Roy Jr. a été l'un des premiers enfants autochtones à y fréquenter une école publique.
La famille Peratrovich a ensuite déménagé à Antigonish, en Nouvelle-Écosse, au Canada, où Roy a poursuivi des études en économie à l'Université Saint-Francis-Xavier[citation nécessaire]. Ensuite, ils ont déménagé à Denver, au Colorado, où Roy a étudié à l'université de Denver[citation nécessaire]. Dans les années 1950, les Peratrovitch ont déménagé en Oklahoma, puis sont retournés en Alaska[citation nécessaire].
Elizabeth Peratrovich est décédée après avoir lutté contre le cancer du sein le 1er décembre 1958, à l'âge de 47 ans,. Elle est enterrée au cimetière d'Evergreen à Juneau, en Alaska, aux côtés de son mari. Le fils aîné, Roy Jr., un associé de la société d'ingénierie de Peratrovich, Nottingham and Drage, est devenu un ingénieur civil célèbre en Alaska et a conçu le Brotherhood Bridge (en) à Juneau. Son plus jeune fils, Frank, a travaillé comme officier régional des affaires tribales pour le Bureau des affaires indiennes à Juneau.

## Militantisme
En 1941, alors qu'ils vivaient à Juneau, Elizabeth et Roy Peratrovich ont été victimes de discrimination lorsqu'ils ont tenté d'obtenir un logement et d'accéder aux lieux publics. Ils ont adressé une pétition au gouverneur du territoire, Ernest Gruening, pour qu'il interdise aux lieux publics d'afficher des pancartes « Interdit aux chiens et aux indigènes » qui étaient courantes en Alaska à cette époque[citation nécessaire].
Avec l'aide d'autres personnes, Elizabeth et Roy ont rédigé et présenté un projet de loi anti-discrimination en 1941, bien qu'il n'ait pas été adopté. Néanmoins, ils ont persévéré, car en tant qu'importants représentants de l'Alaska Native Brotherhood et de l'Alaska Native Sisterhood, Elizabeth et Roy ont attiré l'attention du public sur la question de la discrimination et ont fait pression sur les législateurs d'Alaska, le gouverneur et d'autres représentants politiques en prônant l'adoption d'une législation anti-discrimination. À une occasion, selon leur petite-fille, Betsy Peratrovich, ils ont décidé d'inviter un législateur à se joindre à eux pour prendre le café, profitant de l'occasion pour plaider leur cause.
« Lorsque l'invitation a été acceptée, ils ont pris la petite quantité de monnaie qu'ils avaient et l'ont apportée à la réunion, craignant de ne pas avoir assez de temps pour payer si autre chose que du café était commandé. Heureusement, non seulement ils avaient juste assez d'argent pour payer les boissons, mais la réunion a été productive ! Il y avait de nombreux efforts de la base à cette époque, y compris les efforts d'innombrables autres autochtones d'Alaska qui ont pris des mesures pour surmonter et sensibiliser les gens aux inégalités généralisées et aux exemples flagrants de préjugés. »
En 1945, en tant que représentants de l'Alaska Native Brotherhood et l'Alaska Native Sisterhood, ils présenteraient à nouveau un projet de loi anti-discrimination devant le Sénat de l'Alaska. Dernière à témoigner, Elizabeth a pris la parole pour prononcer un discours passionné, appelant à l'égalité de traitement pour les peuples autochtones,. En réaction au projet de loi, le sénateur de Juneau Allen Shattuck a demandé: « Qui sont ces personnes, à peine sortis de la sauvagerie, qui veulent s'associer à nous les Blancs, qui avons 5 000 ans de civilisation documentée derrière nous ? » Elizabeth a répondu
« Je ne m'attendais pas à ce que moi, qui suis à peine sorti de l'état sauvage, je doive rappeler à des messieurs ayant cinq mille ans de civilisation derrière eux, notre Déclaration des droits. »  Le Sénat a adopté la résolution par 11 voix contre 5, et par 14 à la Chambre, offrant « des logements, des installations et des privilèges complets et égaux à tous les citoyens dans les lieux publics relevant de la compétence du Territoire de l'Alaska » et prévoyant des « sanctions en cas de non respect». Le projet de loi a été promulgué par le gouverneur Gruening en 1945, près de 20 ans avant que le Congrès américain ait adopté le Civil Rights Act de 1964. Les lois du parlement local ont exigé l'approbation finale du Congrès américain, qui l'a confirmé (Bob Bartlett, délégué de l'Alaska, était connu pour son efficacité dans l'adoption des lois). L'Alaska est ainsi devenu le premier territoire ou État aux USA à mettre fin aux lois Jim Crow depuis que 18 états ont interdit la discrimination dans les lieux publics au cours des trois décennies qui ont suivi la guerre civile. Ce n'est qu'en 1955 que deux autres États, le Nouveau-Mexique et le Montana, ont suivi.
Le témoignage d'Elizabeth a été largement reconnu comme étant un facteur décisif dans l'adoption de la loi historique anti-discrimination de 1945. En 1992, Fran Ulmer, élu de Juneau à la Chambre des représentants de l'Alaska (et qui devint plus tard lieutenant-gouverneur de l'Alaska), déclara ce qui suit au sujet du témoignage de Peratrovich:
« Elle a parlé d'elle-même, de ses amis, de ses enfants et du traitement cruel qui a conduit les autochtones de l'Alaska à une existence de citoyens de seconde zone. Elle a expliqué au Sénat ce que cela signifie de ne pas pouvoir acheter une maison dans un quartier agréable parce que les autochtones ne sont pas autorisés à y vivre. Elle a décrit ce que ressentent les enfants lorsqu'ils se voient refuser l'entrée dans les cinémas ou voient des pancartes dans les vitrines des magasins indiquant « Interdit aux chiens et aux autochtones ». »
Les documents de la famille Peratrovich, y compris la correspondance, des papiers personnels et des coupures de presse liés au travail sur les droits civiques effectué par Elizabeth et Roy Peratrovich, sont actuellement conservés au Musée national des Amérindiens. En 1988, l'Assemblée législative de l'État de l'Alaska a déclaré le 16 février « Jour d'Elizabeth Peratrovich ».

## Honneurs

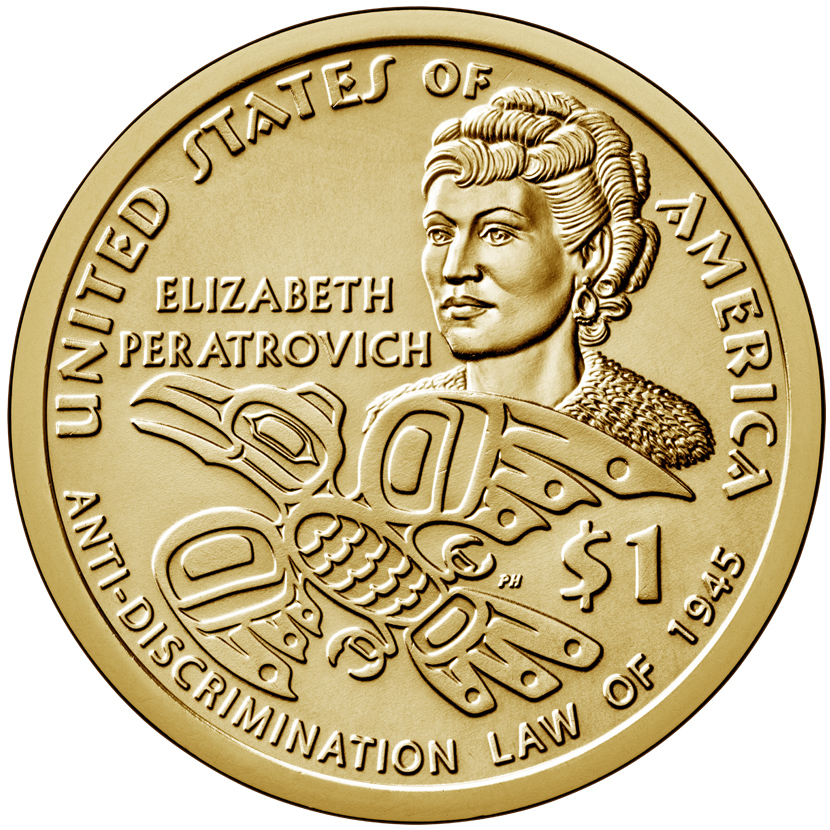
Pièce de 1 $ américain, de 2020, mettant à l'honneur, au revers, E. Peratrovich et la loi anti-discrimination de 1945.

- Le 6 février 1988, le parlement d'Alaska a fait du 16 février (le jour de 1945 où la loi anti-discrimination a été signée) la « Journée Elizabeth Peratrovich », afin d'honorer ses contributions « pour ses efforts courageux et incessants en vue d'éliminer la discrimination et d'instaurer l'égalité des droits en Alaska ». (Alaska Statutes 44.12.065)[2],[4].
- Le prix Elizabeth Peratrovich a été créé en son honneur par la Alaska Native Sisterhood[citation nécessaire].
- Depuis 1992, la galerie B de la Chambre des représentants de l'Alaska du Capitole de l'État d'Alaska porte son nom[19]. Des quatre chambres, la galerie Peratrovich est la seule qui porte le nom d'une personne autre que celui d'un ancien législateur (l'autre galerie de la Chambre porte le nom de Warren A. Taylor ; les galeries du Sénat porte le nom des anciens sénateurs Cliff Groh et Robert H. Ziegler).
- En 2003, un parc[21] du centre-ville d'Anchorage a reçu le nom d'Elizabeth et Roy Peratrovich. Il comprend la pelouse de l'ancien hôtel de ville d'Anchorage et un petit amphithéâtre dans lequel sont organisés des concerts et autres spectacles[22].
- En 2009, For the Rights of All: Ending Jim Crow in Alaska, un documentaire sur la défense des droits civiques de Peratrovich, a été présenté en première le 22 octobre à la convention de l'Alaska Federation of Natives à Anchorage. Le film, qui devait être diffusé comme film documentaire sur PBS en novembre 2009, a été produit par Blueberry Productions, Inc. et a été principalement écrit par Jeffry Lloyd Silverman d'Anchorage[23].
- En 2017, le théâtre du "Southeast Alaska Discovery Center" de Ketchikan a reçu le nom d'Elizabeth Peratrovich et une exposition explorant son rôle dans la lutte pour les droits civiques des autochtones d'Alaska a été dévoilée[24].
- En 2018, Elizabeth Peratrovich a été choisie par le National Women's History Project comme l'une des lauréates du "Women's History Month" aux États-Unis[25].
- En mars 2019, sa nécrologie a été ajoutée au The New York Times dans le cadre de leur série « Overlooked No More »[5].
- Le 5 octobre 2019, le Directeur administratif de la United States Mint Patrick Hernandez a annoncé qu'E. Peratrovich apparaîtrait au revers de la pièce de 1 $ Sacagawea de 2020, faisant d'elle la première autochtone d'Alaska à être en vedette sur une monnaie américaine[26],[27],[28].
- En décembre 2019, un immeuble d'appartements de 4 étages appelé "Elizabeth Place", du nom d'E. Peratrovich, a ouvert ses portes dans le centre-ville d'Anchorage.
- En juillet 2020, une nouvelle peinture murale a été dévoilée en l'honneur d'E. Peratrovich à Petersburg[29].
- Le 30 décembre 2020, un Google Doodle aux États-Unis et au Canada a honoré Elizabeth Peratrovich. Le dessin a été produit par l'artiste tlingit Michaela Goade[30].